# Estação Aristides Lobo
Aristides Lobo era uma estação de trem do Rio de Janeiro localizando no bairro Ipiranga, em Vassouras. Foi inaugurada em 13 de abril de 1865.
Atualmente a estação se encontra-se abandonada e em ruína.